# La Trilogie des périls
La Trilogie des périls est une série de romans de fantasy de l'écrivain américain David Eddings, parus sous le titre original The Tamuli. Elle fait partie du cycle La Pierre sacrée perdue.
La série est composée de trois tomes :
1. Les Dômes de feu ((en) Domes of Fire, 1992)
2. Ceux-qui-brillent ((en) The Shining Ones, 1993)
3. La Cité occulte ((en) Hidden City, 1994)

Cette série est la suite d'une autre trilogie où l'on retrouve les mêmes personnages : La Trilogie des joyaux.